# Francavilla Bisio
Francavilla Bisio é uma comuna italiana da região do Piemonte, província de Alexandria, com cerca de 459 habitantes. Estende-se por uma área de 7,8 km², tendo uma densidade populacional de 98 hab/km². Faz fronteira com Basaluzzo, Capriata d'Orba, Gavi, Pasturana, San Cristoforo, Tassarolo.

## Demografia
| Variação demográfica do município entre 1861 e 2011                               |
|                                                                                   |
| Fonte: Istituto Nazionale di Statistica (ISTAT) - Elaboração gráfica da Wikipedia |